# Manuel José Pires da Silva Pontes
Manuel José Pires da Silva Pontes (Minas Gerais[carece de fontes?] — Minas Gerais,[carece de fontes?] 1850) foi um político brasileiro.
Foi presidente da Província do Espírito Santo, de 21 de abril de 1833 a 5 de maio de 1835. Reorganizou a força militar da província criando a Companhia de Guarda de Polícia Provincial, por intermédio da Lei Provincial nº 9, decretada pela Assembléia Legislativa em 6 de abril de 1835, e por ele sancionada.
Serviu por muitos anos no cargo de guarda-mor das minas. Foi deputado na segunda legislatura da assembléia provincial mineira,
Naturalista e literato, era sócio do Instituto Histórico e Geográfico Brasileiro,[carece de fontes?] tendo escrito vários trabalhos na área de etnografia, muitos deles publicados na revista do instituto.